# برينتون دودغ
برينتون دودغ هو سياسي كندي، ولد في 4 مارس 1847، وتوفي في 1941. نشط حزبياً في الحزب الليبرالي في نوفا سكوشا ‏. وقد انتخب عضو مجلس نواب نوفا سكوشا ‏.